# Яшевка
 Яшевка  — село в Буинском районе Татарстана.  Административный центр Яшевского сельского поселения.

## География
Находится в юго-западной части Татарстана на расстоянии приблизительно 14 км на восток-юго-восток по прямой от районного центра города Буинск на речке Киятка.

## История
Известно с 1646 года как деревня Киять. В 1842 году построена была церковь Казанской иконы Божией матери (ныне не действует). В 1937 году образовался колхоз «Непобедимый».

## Население
Постоянных жителей насчитывалось: в 1782 году — 186 душ мужского пола, в 1859 году — 772 жителя, в 1897 году — 1002, в 1908 году — 1114, в 1920 году — 1198, в 1926 году — 1202, в 1938 году —991, в 1949 году — 590, в 1958 году — 560, в 1970 году — 500, в 1979 — 344, в 1989 — 193. Постоянное население составляло 248 человек (русские 94 %) в 2002 году, 213 в 2010.